# Божевце
Божевце (алб. Bozhec, Bozheci, Bozhevci, Bozhevcë) насеље је у општини Косовска Каменица. Атар насеља налази се на територији катастарске општине Божевце површине 828ha.
У турском катастарском попису — дефтеру из 1455. године помиње се под именом Божејовци. Припадало је нахији Тополница.
Први пут се село помиње 1436. године, као село Божојевци, у књизи трговца Михаила Лукаревића који је у Ново Брдо дошао из Дубровника.
Разбијеног је типа и дели се на махале: Горњи Штрци, Доњи Штрци, Ридарци, Буланци, Али-Стојковци или Ли-Стојковци или Ли-Стојци, Ајреднци или Рединци, Стара Ма'ала, Манастир, Свети Јован, и Кметови.
Топографски називи за њиве и шуме су: Џангар, Врбан, Голосеје, Јабуковица, 'Оџин Камењ, Прилепац, Сланопађа, Карачево, Живкова Ливада, Јанчине Баре, Шиљегарник, Зли Дол, Глобарица, Смрдан, Свети Спиридон. 
Јабуковица, као назив за њиве,постоји у Божовцу, а као село на атару Бусовате. Тодор Станковић је записао: „Јабуковица, арнауташко село (ово је село између Бусовата и Прилепнице).”
У селу се највише слави Свети Никола, али и Ђурђиц и Свети Врачи.
Околна села су Бусовата, Рајановце, Прилепница, Беривојце, Робовац и Мозгово
Село је око изворишта Глобаричког или Светојованског потока, који се код Беривојца улива у Криву реку. Село се налази у северном делу Косовског Поморавља, у области која се назива Доња Морава или Изморник.
Код потока је манастир Свети Јован или Глобарица, у истоименом засеоку. Ту су се у 17. веку налазиле Манастирске Ћелије Глобаричке. Године 1674. године помиње се "Свети Пророк Претеча Крститељ Јован близо село Глобарице". На месту засеока се налазило село Глобаричиште, које се помиње у "Књизи дужника" трговца Михаила Лукаревића 1436. године. У селу је живео један богат Србин ("филџани му били од сребро, жафрони од злато"), а једном га је посетио неки паша, па видевши му сво оно богатство, убије и њега и целу његову породицу. Остала је само баба која је после подигла манастир. До манастира је "камен за нероткиње", на који жене неротке остављају новчић и после тога ће добити дете, што се и десило једној жени из Беривојца. После 2008. године вршена су ископавања око манастира и пронађене су људске кости, што указује на то да се овде некада налазило и велико манастирско гробље. Те кости су заливене вином и поново закопане. Код манастира се до 1830. године скупљао највећи вашар на Косову на који су долазили трговци из Врања, Косовске Каменице, Гњилана (тј. Гилана), Бујановца, Приштине, Вучитрна и других градова, али су га Турци пренели у Гњилане, мада се и сада сваке године скупљају Срби из околних села код манастира на Ивандан. 
У селу се налази црква Покрова Пресвете Богородице. Црква је изграђена у средњем веку и у њу је као дечак долазио кнез Лазар Хребељановић. Обновљена је 1865. године и налази се у Старој Мали. Код цркве су гробље и дрво старо неколико векова.
У селу су и рушевине манастира Свети Спиридон, у долини Прилепничке реке. Манастир се сматрао за место крштења кнеза Лазара Хребељановића, али је касније утврђено да је он крштен у манастиру у Кметовцу. Манастир су током векова рушили Албанци и Турци, па је он сада у рушевинама. Врата манастира су поломљена у марту 2004. године од Албанаца из села Бусовате. Код манастира се налази манастирска чесма са лековитом водом, са које се цела махала снабдевала водом. Близу манастира је Бања, место где постоје два термална извора са сталном температуром воде од 27°С, и где су се купали становници околних места, до изградње Прилепничког језера. До 1999. године, сваке године се одржавао сабор код манастиришта.
Испод Оџиног Камења је пећина која подсећа на железнички тунел. За њу се верује да води до манастира Свети Спиридон, али нико није успео да изађе на другу страну јер је превише дугачка.
На заравни брда Оџин камен налазе се остаци средњевековне тврђаве Прилепац. Ова тврђава је бранила Ново Брдо и у њој је рођен српски кнез Лазар Хребељановић. На Видовдан се код тврђаве износи плоча у спомен кнеза Лазара. Сваке године на Видовдан се Срби из овог краја окупљају на Прилепцу. По предању се на Прилепцу некада налазила и црква Свете Петке. Камен са Прилепца су у 19. веку Срби пешака носили до Гњилана, где је он коришћен за темељ цркве Светог Николе.
На хатару села Божевце и Рајановце налазило се једно старо село - Радановце. Налазило се јужно од Оџиног Камена. Од њега је настало данашње Рајановце.
У Старој Ма'али преко пута цркве је основна школа „Трајко Перић”, али она више не ради. Деца сада иду у школу у суседном селу Рајановце. Прва школа, са четири разреда, отворена је 1856. године.
Тодор Станковић је за Божевце записао:"Срби у Божовцу имају своју цркву која је била скоро сва у земљи, али су је вредни Божовчани откопали, поправили и дивно украсили. Посвећена је Св. Богородици. У атару овога села налази се манастир у рушевинама а био је посвећен Св. Јовану. Има старих људи, који памте кад се код овог манастира скупљао вашар, на који су долазили трговци из свију околних вароши, али га Турци услед несигурности пренесу у Гњилане, где се и сада сваке године држи на Ивандан, 24. јуна. У атару села Божовца постоји још један манастир посвећен Св. Спиридону, али и овај је у рушевинама. И сад се сваке године 12. децембра скупља народ и свештеници. До овога манастира има једна чесма са јаком водом, коју народ сматра за лековиту."

## Породице
- СРПСКИ РОДОВИ:
- Младеновићи (Св. Ђурђиц), староседеоци.
- Пешићи (Св. Ђурђиц), староседеоци.
- Куклинци (Св. Ђурђиц), староседеоци.
- Кужљовци, Кузљовци или Кузмановићи (Св. Ђурђиц), староседеоци. Ови имају исељене истоимене сроднике у околна села (највише у Беривојцу).
- Али-Стојковци или Ли-Стојковци (Св. Никола); досељени око 1790. године из махале Драголисица (село Маревце у новобрдском крају).
- Штрци (Св. Никола); досељени на мираз око 1810. године из околине Врања, имају исељене истоимене сроднике и у друга села (Мигановце, Робовац, Клобукар).
- Максимовићи (Св. Никола), досељени почетком 20. века у махалу Штрци. Старина им је у Клобукару.
- Маринкови-Максимовићи (Митровдан), досељени из села Одевце од рода Маринковци. Старина им је у Царевцу.
- Нићиковци-Никетићи (Св. Никола); досељени око 1810. године из Дубнице (Врање).
- Ђорђевић (Св. Ђурђиц), досељени после Првог светског рата из околине Врања (колонисти) на купљено имање.
- Китановци (Св. Никола); досељени око 1810. године са Косова.
- Лулари (Св. Врачи); пресељени око 1875. године из истоименог рода у Одевцу, старина у Рајановцу.
- СТАРИНУ У ОВОМ СЕЛУ ЗНАЈУ:
- Дудићи (Св. Никола), живе у Зебинцу код Новог Брда.
- Дошљаци (Св. Никола), живе у Зебинцу код Новог Брда као и Дудићи.
- Златановићи (Св. Никола), живе у селу Осларе код Бујановца.
- АЛАБАНСКИ МУХАЏИРСКИ РОД ЈЕ:
- Ајрединовић, досељени из Масурице 1878. године, порекло им је у Северној Албанији.

ТУРСКИ ПОПИС ИЗ 1912. ГОДИНЕ:
Ово село настањивало је 48 српских кућа, од - којих су 40 имале своју земљу. Четири домаћинства заложила су земљу: Милан Младеновић и Ђорђе Медић, код Зејнела, - а Китан Перић и Величко Станковић код Асан-бега. Потпуне чифчије Аритон и Зафир Симић радиле су земљу Зејнела из Робовца. Стојан Трајковић, чифчија Шаћир-Мује. Своју земљу имали су: Вићентије Белић, Станоје Симић, Михајло Белић, Анта Вокић, Стојаћ Декић, Васа Стошић, Фила Антић, Мита Недељковић, Трајко Марковић, Трајко Ђорђевић, Никола Јефтић, Петар Стојановић, Јован Васић, Станко Димић, Филић Коста, Миленко и Јанићко Станковић, Миланко Јанковић, Стојановић Стеван и Иван, Ђорђе Гавриловић, Стојан Јанковић, Јефта Ђорђијић, Мирко Митић, Тодор Станковић, Илија Пешић, Гига Ђорђијевић, Пешић Величко и Јован, Орда Стајковић, Васа Ивановић, Иван Савић, Стојадин Васић, Димитрије Арсић, Дамњан Перић, Станоје Декић, Дича Станковић, Декић Серафим и Стојко и Иван Станковић.

## Демографија
Насеље има српску етничку већину.
Број становника на пописима:
- попис становништва 1948. године: 638
- попис становништва 1953. године: 691
- попис становништва 1961. године: 774
- попис становништва 1971. године: 793
- попис становништва 1981. године: 643
- попис становништва 1991. године: 436
- попис становништва 2011. године: 100
- 1897. године село је имало 35 српских и 3 албанске куће
- 1912. године село је имало 48 српских и 3 албанске куће
- 1931. године село је имало 59 српских и 1 албанску кућу

## Национални састав

### Попис2011.
| Попис 2011.‍ | Попис 2011.‍ | Попис 2011.‍ | Попис 2011.‍ | Попис 2011.‍ |
| ----------- | ----------- | ----------- | ----------- | ----------- |
|             |             |             |             |             |
| Срби        | Срби        |             | 91          | 91%         |
| Албанци     | Албанци     |             | 8           | 8%          |
| Бошњаци     | Бошњаци     |             | 1           | 1%          |
| укупно: 100 |             |             |             |             |

### Попис 1981.
| Попис 1981.‍ | Попис 1981.‍ | Попис 1981.‍ | Попис 1981.‍ | Попис 1981.‍ |
| ----------- | ----------- | ----------- | ----------- | ----------- |
|             |             |             |             |             |
| Срби        | Срби        |             | 619         | 96,26%      |
| Албанци     | Албанци     |             | 23          | 3,57%       |
| Црногорци   | Црногорци   |             | 1           | 0,15%       |
| укупно: 643 |             |             |             |             |

### Попис 1971.
| Попис 1971.‍ | Попис 1971.‍ | Попис 1971.‍ | Попис 1971.‍ | Попис 1971.‍ |
| ----------- | ----------- | ----------- | ----------- | ----------- |
|             |             |             |             |             |
| Срби        | Срби        |             | 752         | 94,82%      |
| Албанци     | Албанци     |             | 36          | 4,53%       |
| остали      | остали      |             | 5           | 0,63%       |
| укупно: 793 |             |             |             |             |

### Попис 1961.
| Попис 1961.‍ | Попис 1961.‍ | Попис 1961.‍ | Попис 1961.‍ | Попис 1961.‍ |
| ----------- | ----------- | ----------- | ----------- | ----------- |
|             |             |             |             |             |
| Срби        | Срби        |             | 741         | 95,73%      |
| Албанци     | Албанци     |             | 27          | 3,48%       |
| Црногорци   | Црногорци   |             | 4           | 0,51%       |
| Југословени | Југословени |             | 2           | 0,25%       |
| укупно: 774 |             |             |             |             |